# Jalen Hudson
Jalen Hudson (Akron, Ohio, 21 de mayo de 1996) es un jugador de baloncesto estadounidense que pertenece a la plantilla del Merkezefendi Belediyesi de la BSL turca. Con 1,98 metros de estatura, juega en las posiciones de escolta o alero.

## Trayectoria deportiva

### Universidad
Jugó dos temporadas con los Hokies del Instituto Politécnico y Universidad Estatal de Virginia, en las que promedió 7,7 puntos y 2,1 rebotes por partido. Tras su segunda temporada, fue transferido a la Universidad de Florida.
En los Gators, tras el año en blanco que impone la NCAA, jugó dos temporadas más, en las que promedió 12,3 puntos, 3,4 rebotes y 1,0 asistencias por encuentro.

### Profesional
Tras no ser elegido en el Draft de la NBA de 2019, firmó con los Cleveland Cavaliers para disputar las Ligas de Verano de la NBA, en las que en seis partidos promedió 4,7puntos y 1,2 rebotes. En el mes de agosto fichó por el Hapoel Ramat Gan Givatayim B.C. de la Liga Leumit, la segunda división del baloncesto israelí, pero en septiembre rompieron el acuerdo sin llegar a debutar en liga.
El 26 de octubre fue elegido en la séptima posición de la primera ronda del Draft de la NBA G League por los Capital City Go-Go.
En la temporada 2019-20 disputó la G-League con el Capital City Go Go, con unos promedios de 13,3 puntos y 3,5 rebotes en 38 partidos.
El 17 de febrero de 2021, fichó por el Telekom Bonn de la Basketball Bundesliga.
En verano de 2021, firma por el Larisa B.C. de la A1 Ethniki, para disputar la temporada 2021-22.
En la temporada 2022-23, firma por el Hapoel Galil Gilboa de la Ligat Winner.
En enero de 2023 firmó con el TNT Tropang Giga de la Philippine Basketball Association (PBA) como jugador extranjero del equipo para la Copa de Gobernadores de la PBA 2023.
El 8 de marzo de 2023 fichó por el Pallacanestro Trieste de la Lega Basket Serie A italiana.
El 26 de julio de 2023 fichó por el Yukatel Merkezefendi de la Basketbol Süper Ligi turca.